# جان بيير نيكولا
جان بيير نيكولا (بالفرنسية: Jean-Pierre Nicolas) مواليد 22 يناير 1945 في مارسيليا، هو سائق راليات فرنسي سابق بدأ مسيرته في سنة 1973. كان أول رالي له هو رالي مونت كارلو 1973. تنافس في بطولة العالم للراليات. فاز بـ 5 سباقات رالي. صعد على المنصة 13 مرة خلال مسيرته.

## سجل الفوز
| # | الحدث           | الموسم                          |
| - | --------------- | ------------------------------- |
| 1 | رالي كورسيكا    | بطولة العالم للراليات موسم 1973 |
| 2 | رالي المغرب     | بطولة العالم للراليات موسم 1976 |
| 3 | رالي مونت كارلو | بطولة العالم للراليات موسم 1978 |
| 4 | رالي سفاري      | بطولة العالم للراليات موسم 1978 |
| 5 | رالي ساحل العاج | بطولة العالم للراليات موسم 1978 |

## فرق مثلها
- بيجو

## روابط خارجية
- جان بيير نيكولا على موقع DriverDB.com (الإنجليزية)
- جان بيير نيكولا على موقع Rallye-info.com (الإنجليزية)
- جان بيير نيكولا على موقع eWRC-results.com (الإنجليزية)